# 劇団東演
劇団東演（げきだんとうえん）は、日本の劇団。1959年結成。

## 概要
1959年に俳優の相沢治夫と演出家の八田元夫と下村正夫を中心に前身である「東京演劇ゼミナール」を結成。第1回の上演作品はチェーホフの「できそこない」だった。
1962年に現在の「劇団東演」に変更し、八田と下村が交互に演出した。八田と下村が亡くなった後、1978年に下北沢を本拠地に移し、小劇場「東演パラータ」を開場した。
映画放送部として「株式会社ぱらーた企画」が存在していたが、現在は解散している。

## 代表作
- 『どん底』（ゴーリキー作）
- 『月光の夏-挽歌-』（毛利恒之作）
- 『朗読劇「月光の夏」』（毛利恒之作）
- 『翔べ!イカロスの翼』（小松幹生作）
- 『楽園終着駅』（近石綏子作）